# سویشتوف
سویشتوف شهری در استان ولیکو ترنوو کشور بلغارستان است که جمعیت آن در سال ۲۰۰۱ میلادی ۳۰٬۵۹۱ نفر بوده‌است.